# Bob Carpenter
Robert Melvin Carpenter, detto Bob (6 novembre 1917 – Tyler, 18 aprile 1997), è stato un cestista e allenatore di pallacanestro statunitense, professionista nella NBL e nella NBA.

## Palmarès
- Campione NBL (1941)
- All-NBL First Team (1946)
- All-NBL Second Team (1947)
- Miglior marcatore NBL (1946)
- All Tournament First Team WPBT (1941)[2]
- All Tournament Second Team WPBT (1946)[2]